# Nikolaus Dürkopp

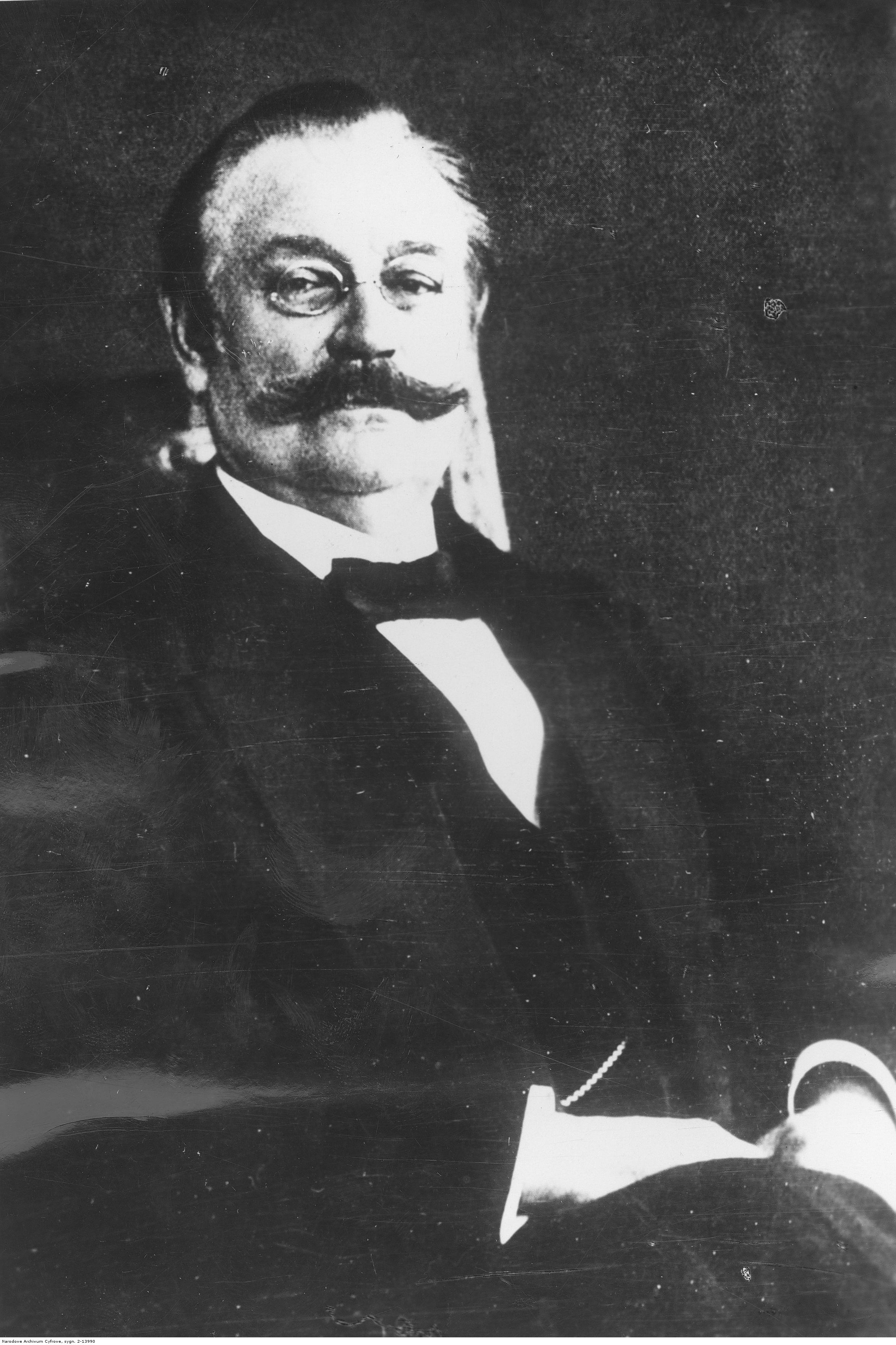
Nikolaus Dürkopp.

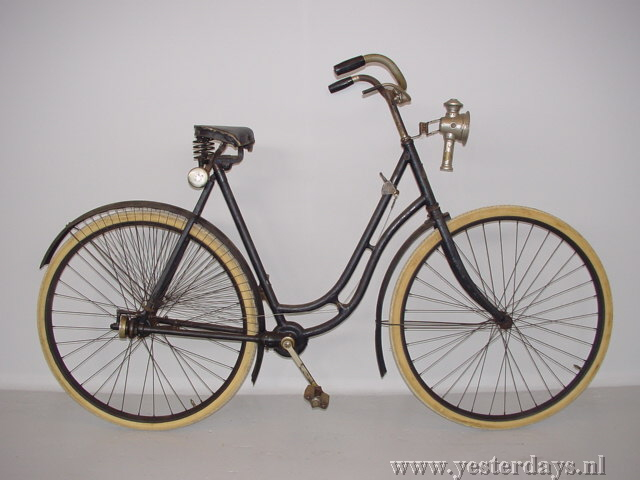
Dürkopp-Fahrrad mit Kardanantrieb um 1910

Nicolaus Dürkopp (* 26. Februar 1842 in Herford; † 25. Juni 1918 in Bad Salzuflen, vollständiger Name: Nicolaus Ferdinand Robert Dürkopp, in einigen amtlichen Urkunden auch: Dürrkopf, postume Schreibweise meist: Nikolaus) war ein deutscher Mechaniker und Unternehmer. Er war einer der beiden Gründer der in Bielefeld ansässigen Unternehmen Dürkopp Adler AG und Dürkopp Fördertechnik GmbH und trug maßgeblich dazu bei, dass sich die Stadt Bielefeld bis 1880 zu einem Zentrum des Nähmaschinenbaus und der Feinindustrie entwickelte.

## Leben und Werk
Nicolaus Dürkopp war ein Sohn des Eisenwarenhändlers Karl Heinrich Dürkopf und dessen Ehefrau Luise Karoline Dürkopf geb. Hildebrandt. Er wuchs bei seiner Großmutter auf und besuchte von 1848 bis 1856 die Volksschule in Herford. Er lernte dort zwar lesen und schreiben, dies jedoch nur rudimentär, so dass er weitestgehend ein Analphabet blieb.
1856 absolvierte er in Detmold eine Lehre zum Schlosser. Nach einigen Wanderjahren, die er in Berlin, Hamburg und Bremen verbrachte, wurde er Angestellter des Feinmechaniker- und Uhrmachermeisters Böckelmann in Bielefeld und arbeitete dort mit Heinrich Koch und Carl Baer zusammen, die 1861 in Bielefeld die Nähmaschinenfabrik Koch & Co. gründeten. Bereits in seiner Zeit bei Böckelmann konstruierte er 1861 eine eigene Nähmaschine. Er wechselte 1865 als Mechaniker zu Koch & Co.
Während des Deutschen Krieges von 1866 und im Deutsch-Französischen Krieg 1870/1871 diente Dürkopp in der Armee. Zwischen den Kriegen gründet er am 22. Oktober 1867 zusammen mit Carl Schmidt, der bei Koch & Co. als Meister tätig war und mit ihm zusammenarbeitete, eine eigene Nähmaschinen-Reparaturwerkstatt unter der Firma Dürkopp & Schmidt, aus der sich die heutige Dürkopp Adler AG und die Dürkopp Fördertechnik GmbH entwickelten.
Sein soziales Engagement zeigte er am 4. September 1873 mit der Gründung der „Fabrikkasse“ zur Krankenversicherung seiner Belegschaft. Zehn Jahre vor der Bismarckschen Sozialgesetzgebung gegründet, ist die BKK Dürkopp Adler bis heute existent. Des Weiteren war Dürkopp bis zu seinem Tode Generaldirektor der österreichischen „Styria-Dürkopp-Werke A.-G.“, die er in Graz betrieb.

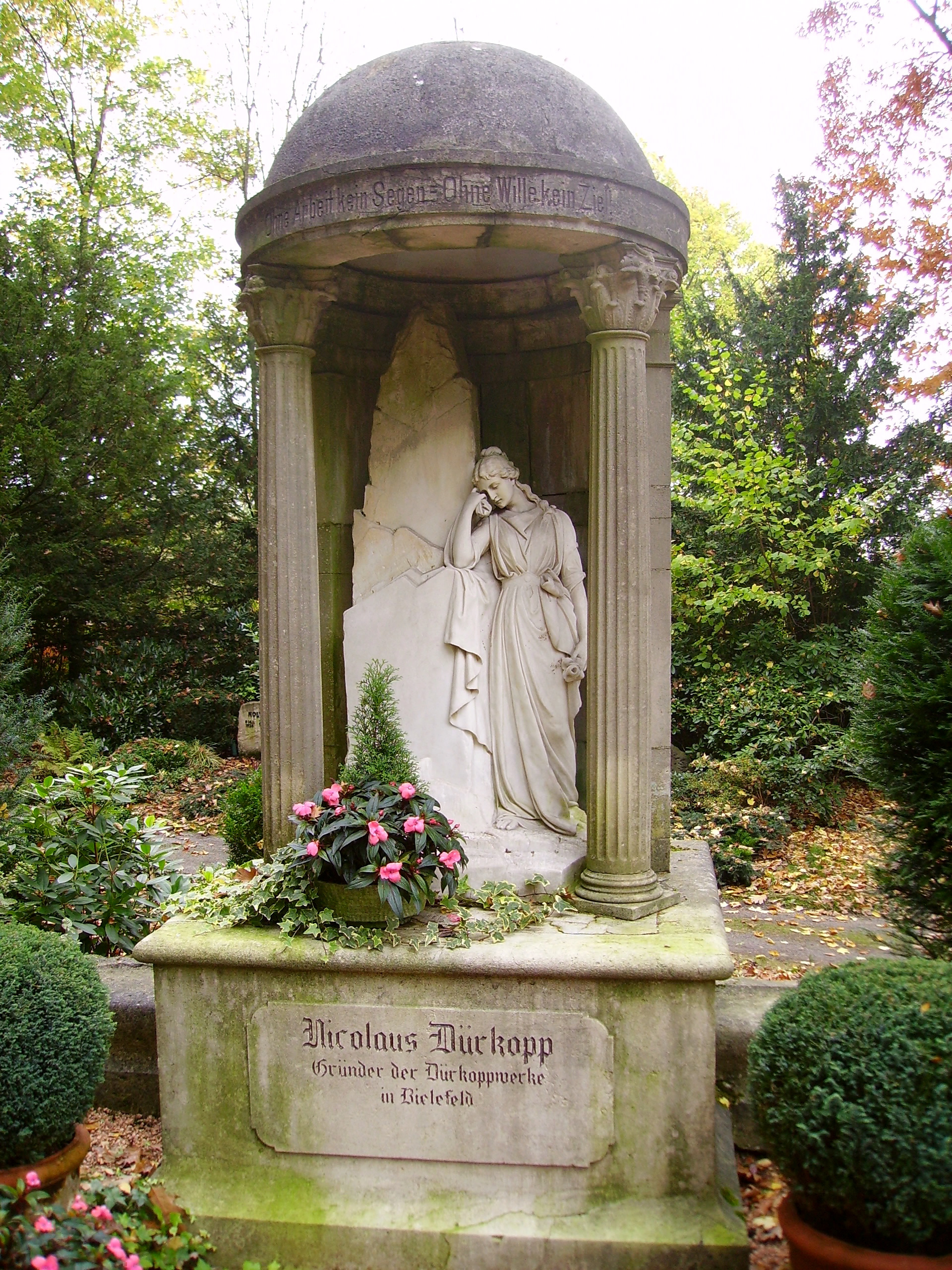
Grabmal Dürkopp

Kaum ein Bielefelder Unternehmer hat während des Kaiserreichs so viele Patente angemeldet wie Nikolaus Dürkopp. Aufgrund seines Analphabetismus führte Dürkopp keine Korrespondenz mit anderen Unternehmern oder Personen des gesellschaftlichen Lebens, daher gibt es keine selbst geschriebenen Texte von ihm. Verträge und Urkunden ließ er sich mehrfach vorlesen, bevor er sie unterzeichnete. Dem gesellschaftlichen Leben in Bielefeld blieb er weitestgehend fern.
1877 heiratete er Ida Vogelsang aus Hannover. Mit ihr hatte er einen Sohn Paul und eine Tochter Bertha. Obwohl er vorher schon an Autorennen teilgenommen hatte, bekam er erst am 16. August 1910 einen Führerschein. Nach seiner Scheidung 1912 heiratete Dürkopp Emilie geb. Jacke aus Bielefeld. Beide wohnten in Bad Salzuflen und adoptierten 1915 eine Tochter. Nikolaus Dürkopp starb 1918 in Bad Salzuflen und wurde auf dem dortigen Obernbergfriedhof beigesetzt.
Sein Sohn Paul übernahm die Unternehmensleitung. Die Stadt Bielefeld ehrte Dürkopp mit der Benennung einer Nikolaus-Dürkopp-Straße im Stadtbezirk Mitte. Viele alte Werksgebäude werden inzwischen anderweitig genutzt, tragen jedoch weiterhin den Dürkopp-Schriftzug.

## Leidenschaft für Automobile

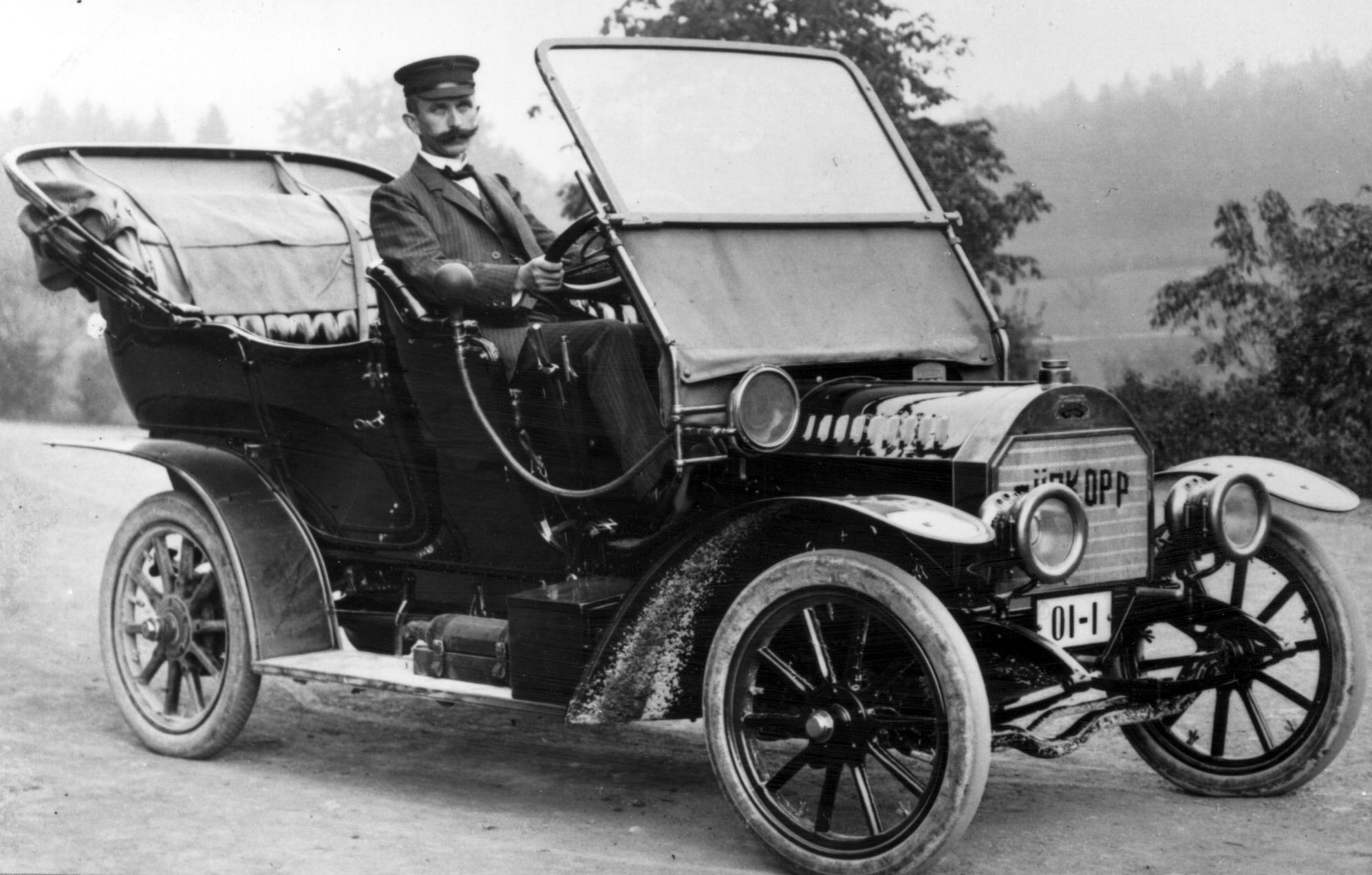
Dürkopp-Automobil 1902

1894 scheiterte Nikolaus Dürkopp bei dem ersten Versuch, eine Automobilabteilung in das Unternehmen zu integrieren. Er zahlte bis 1897 aus seinem Privatvermögen 2 Millionen Mark, als es ihm doch gelang Konstruktionsversuche zu finanzieren. Im weiteren Verlauf der Automobilproduktion baute Nikolaus Dürkopp 1900 einen Rennwagen, mit dem er bei der Fernfahrt Aachen–Berlin erste Rennerfolge erzielte. Die Automobile Dürkopps waren immer Einzelstücke, die auf Bestellung angefertigt wurden, was ganz im Sinne Dürkopps war. Dürkopp legte als Maximen fest, dass die Qualität und die Erfüllung spezieller Kundenwünsche an oberster Stelle standen. Die Massenproduktion erschien ihm verdächtig und er verhinderte diese bei seinen Automobilen. Dürkopp konnte seine Eigenheiten bei der Automobilproduktion durch die Nähmaschinen- und Fahrradfabrikation finanzieren. Bis zu seinem Tod meisterte er durch seine private Begeisterung alle Krisen, die dieser Unternehmensteil mit sich brachte. Erst mehrere Jahre nach seinem Tod wurde die Automobilproduktion eingestellt. Er opferte seinen großen Reitstall für die Entwicklungen der Automobile, fuhr selbst Testwagen, um so zu neuen Entwicklungen beizutragen, und beteiligte sich an den Planungen und technischen Umsetzungen.

## Villa Dürkopp

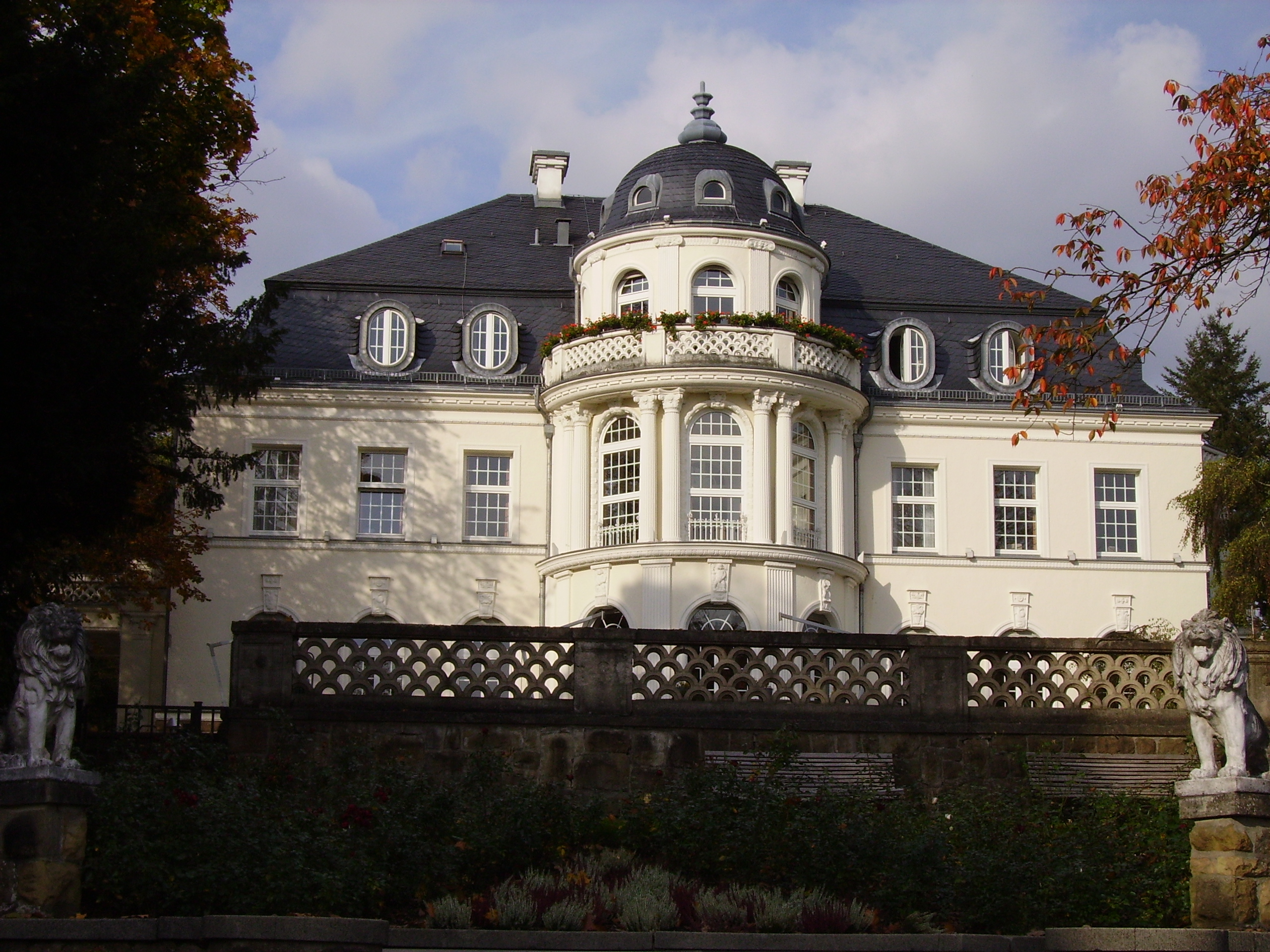
Villa Dürkopp in Bad Salzuflen

Heute wird der Alterswohnsitz Nikolaus Dürkopps, die Villa Dürkopp in Bad Salzuflen, als Drei-Sterne-Hotel genutzt, inmitten eines Parks unweit vom Kurpark gelegen. Die Villa umfasst ein Haupthaus und drei Nebengebäude, die alle unter Denkmalschutz stehen.